# Juan Pablo Espino
Juan Pablo Espino (Ciudad de Chiquimula, Chiquimula, Guatemala, 23 de febrero de 1949) es un periodista, escritor y político esquipulteco, fue Alcalde del Municipio de Esquipulas por el Partido MLN, durante el período 1991-1993.

## Trayectoria
Realizó sus estudios primarios y básicos en la Ciudad de Chiquimula posteriormente se graduó de bachiller en Ciencias y Letras y recibió el diplomado en gerencia Política y Administración Municipal por la Universidad Rafael Landívar. Luego de haberse graduado decide trasladarse a la Ciudad de Esquipulas. Ha escrito varios libros; los más conocidos son: Cuentos y Leyendas de Tierra Adentro, El Sapo que quería ir al Cielo (tres ediciones) y Matate de Pita. Cuenta con una larga lista de libros sin editar, pudiéndose mencionar entre ellos: Esquipulas: La Historia que no se ha contado, Juan Romero: Héroe o Villano de Camotán, La Conquista de Esquipulas, Anécdotas de mi Infancia y La Historia del Pollo que llegó a ser Presidente. Vive en la Ciudad de Esquipulas desde hace más de 30 años. Y fue alcalde del Municipio de Esquipulas durante el período 1991-1993. También ha ganado varias veces el concurso de los Juegos Florales de Esquipulas dedicado a los artistas, escritores y personajes de mucha importancia para esta localidad.

## Libros Publicados
| Título de Libro                      | Edición | No. de Ediciones |
| ------------------------------------ | ------- | ---------------- |
| Cuentos y Leyendas de tierra Adentro | Libro   | 1                |
| El Sapo que quería ir al Cielo       | Libro   | 3                |
| Matate de Pita                       | Libro   | 1                |
| Las Aventuras de Tío Conejo          | Libro   | 1                |
| Metamorfosis                         | Libro   | 1                |
| Camelia (Novela)                     | Libro   | 1                |
| La Conquista de Esquipulas           | Prensa  | 1                |

## Carrera política

### Alcaldía
Participó por primera vez en la Política, en el año 1991, inscribiéndose como candidato a la alcaldía de Esquipulas, habiendo quedado como Alcalde del Municipio de Esquipulas por el partido Movimiento de Liberación Nacional (Guatemala). Durante su administración se hicieron obras muy importantes para la Ciudad de Esquipulas, un ejemplo de ellos es la calle del millón, que es una de las principales arterías de la ciudad.

### Candidaturas
Retorna a la política, en septiembre de 2007, como candidato a la Alcaldía del Municipio de Esquipulas, esta vez se inscribe como candidato para las elecciones municipales de Esquipulas, por el partido Unionista, tenía poca tendencia de votos, después del resultado de las elecciones, queda en cuarto lugar, dejando atrás a dos candidatos y habiendo sido superado por Carlos Lapola Rodríguez, Julio Roberto Lima y Ramón Peralta quien fue el ganador de las elecciones municipales durante el año 2008-2012.
| Predecesor: Manuel Maderos Guerra | Alcalde del Municipio de Esquipulas 1991 - 1993 | Sucesor: Maximino Pérez |